# فوکوچی، آئوموری
فوکوچی، آئوموری (به لاتین: Fukuchi) یک منطقهٔ مسکونی در ژاپن است که در ناحیه توهوکو واقع شده‌است. فوکوچی ۶٬۹۹۱ نفر جمعیت دارد.